# Sebastián Gagnebin
Sebastián Gagnebin, vollständiger Name Sebastián Raúl Gagnebin Díaz, (* 29. Mai 1990 in Colonia del Sacramento) ist ein uruguayischer Fußballspieler.

## Karriere
Der 1,80 Meter große Mittelfeldakteur Gagnebin stand zu Beginn seiner Karriere im Kader des Erstligisten Montevideo Wanderers. Dort bestritt er in der Spielzeit 2010/11 vier Spiele in der Primera División. In den beiden Folgesaisons kam er zu jeweils 16 Einsätzen in der höchsten uruguayischen Spielklasse, wobei er 2012/13 sein erstes Ligator erzielte. Zur Apertura 2013 wechselte  er zum CA Cerro. Dort wurde er in der Spielzeit 2013/14 allerdings nur dreimal in der Primera División eingesetzt (kein Tor). Noch während der laufenden Saison schloss er sich 2014 dem Zweitligisten Plaza Colonia an. In der Segunda División lief er bis zum Saisonabschluss in 14 Partien auf und erzielte zwei Tore. In der Spielzeit 2014/15 und darüber hinaus ist bislang (Stand: 13. August 2016) weder ein Einsatz noch seine Kaderzugehörigkeit verzeichnet.